# Mein Traumhaus
Mein Traumhaus (polnischer Originaltitel: Domek) ist ein Brett- und Kartenspiel des polnischen Spieleautors Klemens Kalicki. Das Spiel ist für zwei bis vier Spieler ab acht Jahren konzipiert und ist im Jahr 2016 bei dem polnischen Verlag Rebel sowie nachfolgend in zahlreichen weiteren Sprachen erschienen. Zur Nürnberger Spielwarenmesse 2017 erschien die erste deutschsprachige Auflage bei Pegasus Spiele. Im gleichen Jahr wurde das Spiel im Rahmen des österreichischen Spielepreises Spiel der Spiele als „Spiele Hit für Familien“ sowie mit dem Niederländischen Spielepreis ausgezeichnet. Thematisch geht es bei Mein Traumhaus darum, ein Haus so einzurichten, dass es eine maximale Punktezahl einbringt.

## Thema und Ausstattung
Die Mitspieler statten den Rohbau des Hauses mit verschiedenen Zimmertypen und Dekorationsgegenständen sowie einer Dachbedeckung aus, die in die Wertung eingehen. Gewinner ist der Spieler, der in der Wertung die maximale Punktzahl für sein Haus bekommt.
Das Spielmaterial besteht neben der Spielanleitung aus
- einem Spielplan für die Kartenauslage, der aus zwei Teilen zusammengelegt wird,
- vier Haustableaus für die Mitspieler,
- 10 Dekorationsplättchen,
- einem Startspielermarker in Hausform,
- einer Startspielerkarte,
- 60 Raumkarten,
- 48 Spezial- und Dachkarten,
- einem Wertungsblock und
- vier Spielübersichtskarten.

## Spielweise
Vor Spielbeginn wird die Kartenablage in der Spielfeldmitte aufgebaut und jeder Spieler bekommt ein Haustableau und eine Übersichtskarte mit den Kurzregeln, die Dekorationsplättchen kommen neben die Kartenauslage. Danach werden die Spezialkarten gemischt und als Stapel verdeckt auf das obere Ablagefeld der Kartenauslage gelegt, die Raumkarten kommen gemischt und verdeckt auf das untere Feld. Die Startspielerkarte kommt auf das dafür vorgesehene Feld der Auslage, daneben werden die ersten vier Spezialkarten aufgedeckt. Unterhalb dieser Reihe werden die ersten fünf Raumkarten aufgedeckt. Zuletzt wird ein Startspieler bestimmt, der den Startspielermarker bekommt.
Das Spiel wird im Uhrzeigersinn beginnend mit dem Startspieler gespielt und geht über 12 Runden, danach sind die Kartenstapel aufgebraucht. Der aktive Spieler wählt eine Spalte der Auslage und nimmt beide Karten zu sich. Entscheidet er sich für die erste Spalte, erhält er die Startspielerkarte und wird er in der nächsten Runde Startspieler. In allen anderen Spalten bekommt er immer eine Spezialkarte und eine Raumkarte, die er nun entsprechend einsetzt.
Die Raumkarte muss der Spieler in sein Haustableau einbauen oder ablegen. Eine Raumkarte darf niemals oberhalb eines leeren Raumes eingesetzt werden, Kellerräume dürfen zudem nur auf die beiden unteren Räume platziert werden. Der Spieler durch weitere Karten des gleichen Raumtyps erweitern, wobei dies nur in einer Etage passieren darf. Auf den Karten ist zudem eine maximale Größe für die Räume (1, 2 oder 3) angegeben, die nicht überschritten werden darf. Einige besondere Raumkarten geben für die Wertung Sonderpunkte, wenn sie benachbart zu einem anderen Raumtyp eingebaut werden (Einrichtungsboni). Kann ein Spieler die Raumkarte nicht platzieren, muss er sie verdeckt auf einen noch leeren Raum seines Hauses legen; diese Karten gelten als einzelne Räume und sind in der späteren Wertung wertlos, es sei denn, der Spieler besitzt die Spezialkarte „Architektin“. Die Spezialkarten müssen, abhängig vom Typ, sofort eingesetzt werden oder dürfen für einen späteren Zeitpunkt aufbewahrt werden. Spezialkarten, die sofort eingesetzt werden müssen, sind die Dekorationskarten und die Dachkarten. Nimmt ein Spieler eine Dekorationskarte, platziert er den entsprechenden Gegenstand in den zugehörigen Raumtyp und schließt damit den möglichen Ausbau eines Raumes ab. Dabei darf nur ein Dekorationsplättchen in jedem Raum platziert werden. Nimmt der Spieler eine Dachkarte, muss er diese verdeckt auf das Dachkartenfeld ablegen. Werkzeug- und Helferkarten können entsprechend ihrer Beschreibung für verschiedene Zwecke eingesetzt werden oder geben in der Endwertung Bonuspunkte.
Am Ende der Runde wird die Startspielerkarte zurückgelegt und die Kartenauslage erneut aufgefüllt. Das Spiel endet nach 12 Runden, wenn die beiden Kartenstapel aufgebraucht sind, danach folgt die Wertung.

### Wertung
Die Wertung erfolgt entlang dem Wertungsblock, dabei werden zuerst Räume und danach Dekorationen, Einrichtungsboni und Dachkarten gewertet:
- Die Anzahl der Punkte für die Räume ergibt sich aus der auf den Karten angegebenen Punkten für verschiedene Raumgrößen sowie möglichen Zusatzpunkten für benachbarte Räume.
- Die Punkte für die Dekorationselemente ergeben sich aus den aufgedruckten werten. auf den entsprechenden Plättchen.
- Einrichtungsboni gibt es für bestimmte Anordnungen der Räume. Der Spieler bekommt 3 zusätzliche, wenn sich in den beiden oberen Stockwerken jeweils mindestens ein Badezimmer befindet oder sich im Haus mindestens ein Schlafzimmer, ein Badezimmer und eine Küche befinden.
- Die Dachwertung ergibt sich aus den vorhandenen Dachkarten. Die Spieler wählen aus dem verdeckten Dachstapel die vier Karten aus, die das Dach bilden sollen. Haben alle 4 Dachkarten die gleiche Farbe, bekommen sie dafür 8 Punkte. Ist das Dach vollständig, aber nicht einheitlich, bekommen sie 3 Punkte. Zusätzlich erhalten sie bei einem vollständigen Dach einen Bonuspunkt für jedes Dachfenster. Besteht das Dach aus weniger als vier Karten, ist es unvollständig und wird nicht gewertet.

Gewinner des Spiels ist der Spieler, der am Ende die meisten Punkte bekommt. Bei einem Gleichstand gewinnt der Spieler, auf dessen Raumkarten sich die meisten Kinder befinden (auch einzelne Arme und Beine).

### Spiel mit zwei oder drei Spielern
Im Spiel mit zwei oder drei Spieler legt der Startspieler jeweils vor seinem Zug zu Beginn jeder Runde die beiden Karten einer Spalte auf den Ablagestapel. Er darf dabei nicht die erste Spalte mit der Startspielerkarte wählen.

## Ausgaben
Das Spiel Mein Traumhaus wurde Klemens Kalicki. Das Spiel ist für zwei bis vier Spieler ab acht Jahren konzipiert und ist im Jahr 2016 bei dem polnischen Verlag Rebel sowie nachfolgend in zahlreichen weiteren Sprachen erschienen (Russisch, Niederländisch, Spanisch, Italienisch und Tschechisch). Zur Nürnberger Spielwarenmesse 2017 erschien die erste deutschsprachige Auflage bei Pegasus Spiele, zudem erschienen im gleichen Jahr Ausgaben auf Portugiesisch, Ungarisch, Koreanisch, Griechisch und Französisch. Aufgrund des Erfolgs des Spiels erschienen 2016 zwei Promos für das Spiel: vier Weihnachtsbäume als Dekorationselemente sowie das Auto, das dem Spieler, der zuerst eine Garage aus zwei Karten hat, einen zusätzlichen Punkt bringt. 2017 erschien zudem die Erweiterung 156 Sunny Street, die auf Deutsch 2018 als Familienbesuch veröffentlicht wurde und weitere Karten und Elemente enthält.
Im Jahr 2017 wurde das Spiel im Rahmen des österreichischen Spielepreises Spiel der Spiele als „Spiele Hit für Familien“ sowie mit dem Niederländischen Spielepreis 2017 ausgezeichnet.

## Belege
1. 1 2 3 4 5 6 7 8  Spieleanleitung Mein Traumhaus
2. ↑  Versionen von Cookies bei BoardGameGeek; abgerufen am 25. März 2018.
3. ↑  Weihnachtsbaum bei BoardGameGeek; abgerufen am 25. März 2018.
4. ↑  Auto bei BoardGameGeek; abgerufen am 25. März 2018.
5. ↑  156 Sunny Street bei BoardGameGeek; abgerufen am 25. März 2018.
6. ↑  Die ausgezeichneten Spiele 2017 bei Österreichischen Spielepreis Spiel der Spiele, 25. Juni 2017; abgerufen am 25. März 2018.
7. ↑  Familieprijs 2017: winnaar: Droomhuis wint de Nederlandse Spellenprijs – familie van 2017. 10. November 2017; abgerufen am 25. März 2018.